# 호빵
호빵은 밀가루 반죽 속에 팥이나 채소 따위의 소를 넣고 김에 쪄서 먹는 찐빵이다. 호빵은 분식집에서 판매하던 찐빵을 가정에서 먹을 수 있도록 제품화한 것이다. 찐빵은 증기에 쪄서 익힌 빵으로 빵 안에 팥 등을 넣으며 대한민국에서는 안흥 찐빵이 유명하다.

## 개요
단팥과 같은 속을 둥글고 흰 빵이 둘러싼 형태로, 일반적으로 추운 겨울에 먹는 대표적인 음식이다. 찜통에 찌거나 전자레인지를 이용하여 조리해서 먹는다. 속에 단팥이 들어가는 형태가 원조이지만 고기나 치즈, 채소, 고구마 등을 넣을 수도 있다. 최근에는 야채호빵, 불닭호빵, 피자호빵, 단호박호빵, 햄치즈호빵 등으로 속재료가 다양해졌고, 모양도 둥근 모양 대신 네모나 꽈배기 형태가 선보이는 등 여러 변형이 등장했다.
할인점과 편의점에서 주로 팔리며 SPC삼립(샤니), 롯데웰푸드 (기린)가 주요 호빵 제조업체이다.

## 역사
호빵은 이전에 분식집에서 판매하던 찐빵을 가정에서도 간편하게 쪄 먹을 수 있도록 제품화한 것이다. 삼립식품 창업자인 허창성이 1969년에 일본을 방문한 것을 계기로 개발되었다. 허창성은 일본 거리에서 파는 찐빵을 보고 제빵업계의 비수기인 겨울철에 팔 수 있는 제품으로 호빵을 고안하여 개발한 끝에 1971년에 처음 출시했다. 삼립식품 호빵이란 이름은 임원회의에서 결정됐다. ‘뜨거워서 호호 분다’, 그리고 ‘온 가족이 호호 웃으며 함께 먹는다’는 의미다.
삼립식품의 호빵은 비싼 가격에도 큰 히트를 기록했다. 가수 김도향이 노래하는 “찬바람이 싸늘하게 두 뺨을 스치면, 따스하던 삼립호빵 몹시도 그리웁구나”란 가사의 광고 배경곡은 1978년 2월 동아방송 대상과 문화방송 광고대상에서 특별상인 노래 광고상을 받고, 호빵의 대중화에 기여했다. 1980년대 이후로는 매출이 정체되었다가, 1990년대에 청춘 스타였던 배우 최수종의 광고 이후 다시 매출액이 늘어나기도 했다. 2000년대 이후로는 호빵 제품이 다양화되는 추세를 보이고 있다.

## 같이 보기
- 한국 요리
- 호떡
- 붕어빵
- 계란빵
- 찐빵
- 호빵맨
- 팥소